# 高雲 (十六國)
燕惠懿帝高雲（4世纪—409年11月6日），曾改名慕容雲，字子雨，高句麗人。十六国時期後燕末代君主，一說為北燕开国国主，称号天王。

## 生平
慕容雲祖父名高和，其家族本是高句驪人，慕容皝攻破句驪時，將大批句驪人遷徙至燕國，慕容雲家族就在其中。因此以高爲氏。
早期的高雲於後燕時沉默寡言，並沒有什麼名氣，只有中衛將軍馮跋看出他的氣度與他結交。慕容寶爲太子時，高雲在東宮供職，官拜侍郎。
後燕永康二年（397年），高雲因率軍擊敗慕容寶之子慕容會的叛軍，被慕容寶收養，賜姓慕容氏，封夕陽公。
後燕建始元年（407年）馮跋反，殺皇帝慕容熙，在馮跋支持之下，慕容雲即天王位，改元曰正始，國號大燕，恢復原本的高姓。高雲自知無功而登大位，因此培養一批禁衛保護自己，但後來反被禁衛離班和桃仁所殺，高雲死後被諡惠懿皇帝。
由於對高雲是否屬後燕慕容氏一族成員的看法不同，因此有人認爲高雲是後燕末任君主，也有人把他視爲北燕立國君主。

## 家族

### 祖父
- 高和，高句驪人，或爲高句麗王族，高雲在位時，高句麗王遣使來“敘宗族”。[2][3][4]。

### 妻
- 李皇后

### 子
- 太子高彭城

## 相關作品
- 《廣開土太王》中金承洙扮演高雲。
- 《太王四神記》電視劇中郑在坤扮演高雲。

## 延伸阅读
[在维基数据编辑]
 《晉書/卷124》，出自房玄齡《晉書》